# Dolly Wilde
Dorothy Ierne Wilde, conocida como Dolly Wilde, (Londres, Reino Unido 11 de julio de 1895 — Reino Unido; 10 de abril de 1941) fue un personaje anglo-irlandés, famosa por sus conexiones familiares y su reputación como ingeniosa conversadora. Su encanto y su humor la convirtieron en una invitada muy popular en los salones de París en el periodo de entreguerras, destacando incluso en círculos sociales famosos por sus llamativos charlatanes.

## Biografía
Wilde, nacida en Londres tres meses después de la detención de su tío Oscar Wilde por homosexual, fue la única hija de Willie, hermano mayor de Oscar. Su padre murió unos pocos años más tarde y fue criada por su madre y su padrastro, el traductor Alexander Teixeira de Mattos.
En 1914, viajó a Francia para conducir ambulancias durante la Primera Guerra Mundial. Durante la guerra mantuvo un romance con una compañera que también conducía ambulancias, la heredera de la Standard Oil, Marion "Joe", Carstairs, que en la década de 1920 se dedicó a la competición con lanchas motoras y fue conocida como "la mujer más rápida sobre el agua." A pesar de que "se deleitaba en atraer tanto a hombres como a mujeres", Wilde fue sobre todo, si no completamente, lesbiana.

## Relación con Natalie Barney
Su relación más larga, que duró desde 1927 hasta su muerte, fue la mantenida con la escritora estadounidense Natalie Clifford Barney, reconocida lesbiana, anfitriona de uno de los salones literarios más conocidos de París del siglo XX.
Debido en parte a la biografía temprana que Jean Chalon realizó de ella, y publicada en inglés como Portrait of a Seductress,  Natalie Barney se ha hecho más conocida por sus múltiples relaciones que por sus escritos o su salón. Una vez le escribió una lista, dividida en tres categorías: relaciones, semi-relaciones y aventuras.
La actriz Colette se consideraba una semi-relación, mientras que la artista y diseñadora de muebles Eyre de Lanux, con quien mantuvo un tormentoso romance durante varios años, fue catalogada como aventura. Entre las relaciones, las que Barney consideraba más importantes, se encontraban Olive Custance, Renée Vivien, Élisabeth de Gramont, Romaine Brooks, y Dolly Wilde. De éstas, las tres relaciones más largas fueron las mantenidas con de Gramont, Brooks y Wilde. Desde 1927, Barney se relacionó con las tres mujeres al mismo tiempo, una situación que tan solo terminó con la muerte de Wilde.

## Obra
Dolly Wilde fue considerada por muchos una narradora y escritora de talento, pero nunca aprovechó esas dotes innatas. Se mantuvo sobre todo gracias a la generosidad de los demás y a una pequeña herencia de su padrastro. Su única obra escrita fueron traducciones, a menudo sin acreditar ni remunerar, y una viva correspondencia con sus amigos.
Wilde bebía en exceso y era adicta a la heroína. Intentó desintoxicarse en varias ocasiones, ninguna con éxito. De hecho, tras su estancia en una de las clínicas adquirió una nueva dependencia al paraldehído, un tipo de somnífero, en aquel entonces disponible sin receta.
En 1939 se le diagnosticó un cáncer de mama y rechazó la cirugía, optando por la búsqueda de tratamientos alternativos. Al año siguiente, con los alemanes cada vez más cerca de París, huyó a Inglaterra. Murió en 1941, a los 45 años, por "causas sin determinar", según el análisis del forense, posiblemente, debido al cáncer o a una sobredosis de drogas.